# Хунъюань
Хунъюа́нь (кит. упр. 红原, пиньинь Hóngyuán) — уезд Нгава-Тибетско-Цянского автономного округа провинции Сычуань (КНР). Правление уезда размещается в посёлке Цюнси. Название уезда в переводе означает «красный исток».

## История
В 1935—1936 годах через эти места прошла Красная армия Китая во время Великого похода. В память об этих событиях в 1960 году в составе Нгава-Тибетского автономного округа (阿坝藏族自治州) был создан уезд Хунъюань. В 1987 году Нгава-Тибетский автономный округ был переименован в Нгава-Тибетско-Цянский автономный округ.

## Административное деление
Уезд делится на 5 посёлков и 6 волостей.